# Odão I de Champlite
Odão I ou Odo I de Champlite (em francês: Eudes Ier de Champlite; anos 1120 - 1187) foi um cavaleiro francês do século XII, filho de Hugo de Champanhe e sua esposa Isabela de Mâcon. A identidade de seu pai é confirmada pela Crônica de Alberico de Trois-Fontaines, enquanto a de sua mãe por uma escritura datada de 1155. Odão casou-se com Sibila, a sobrinho de Josberto de Laferté, o visconde de Dijon, e com ela teve seis filhos: Odão II, Guilherme I, Pôncio I, Luís I, Hugo I e Beatriz.
De acordo com a Crônica de Guilherme de Nangis, Luís VII de França (r. 1137–1180) liderou um exército contra Teobaldo II de Champanhe, tio de Odão I, e capturou o Castelo de Vitry, que foi legado ao último em 1143. Provavelmente tais eventos devem-se a alegação de Teobaldo II de que seu sobrinho era um filho ilegítimo, o que teria sido usado como desculpa para a usurpação de sua propriedade. Seja como for, provavelmente Odão novamente perdeu Vitry, já que é citado na Borgonha.
Em uma escritura datada de 1155, Odão I apareceu realizando uma doação de propriedade para Besançon, para a alma de seu tio, o conde Reinaldo. Mais adiante, em 26 de julho de 1166, o imperador Frederico I da Germânia (r. 1155–1190) concedeu-lhe Quingíaco, Lislam e Lóbio, as antigas propriedades de Reinaldo, bem como a fazendo próxima de Dolam chamada "Campos Pagãos" (Campus Pagani). Sua esposa Sibila faleceu em 1177 e ele em 1187, já pelos 60 anos.